# Kozara
Kozara är en bergskedja i Bosnien och Hercegovina.   Den ligger i entiteten Republika Srpska, i den nordvästra delen av landet, 160 km nordväst om huvudstaden Sarajevo.
I omgivningarna runt Kozara växer i huvudsak lövfällande lövskog. Runt Kozara är det ganska tätbefolkat, med 67 invånare per kvadratkilometer.